# Хандорин, Геннадий Петрович
Геннадий Петрович Хандорин (15 сентября 1932 года — 7 августа 2021 года) — советский и российский учёный—производственник, деятель российской промышленности, генеральный директор Томского нефтехимического комбината (1985—1990), и Сибирского химического комбината (1990—2000), доктор технических наук, профессор. Лауреат Государственной премии РФ и кавалер 4 советских и российских орденов.

## Биография
Геннадий Хандорин родился 15 сентября 1932 года в Томске в семье служащего. В его родне были репрессированные и участники Белого движения. В 1956 году окончил с отличием Томский политехнический институт. Работал на крупнейшем в СССР предприятии атомной промышленности — Сибирском химическом комбинате в городе Северске («Томск-7»).
С 1965 по 1972 год — директор сублиматного завода («10-го объекта») СХК, на котором в его руководство была проведена техническая модернизация. В те же годы он защитил диссертации на степень кандидата (1969), затем доктора (1972) технических наук. С 1972 по 1980 годы — директор химико-металлургического завода СХК («25-го объекта»), на котором также под руководством Г. П. Хандорина была проведена модернизация. В 1980 году переведён в Москву на должность заместителя главного инженера 4-го Главного управления Министерства среднего машиностроения СССР (ныне Росатом). Читал лекции в МИФИ, ему присвоено звание профессора. Г. П. Хандориным выполнено около 100 научных работ и отчетов, опубликованных в закрытой печати, ему принадлежит 28 изобретений и патентов по проблемам технологии и техники атомного производства. В 1985 году вернулся в Северск. С 1985 по 1990 годы — генеральный директор Томского нефтехимического комбината. Под руководством Г. П. Хандорина комбинат был реорганизован и из убыточного стал рентабельным. Был делегатом последнего 28-го съезда КПСС (1990). С 1990 по 2000 годы — генеральный директор Сибирского химического комбината, на котором он сумел сохранить рабочие места в условиях резкого падения гособоронзаказа, разработав программу конверсии и систему контрактов по переработке оружейного урана в энергетический и его реализации, благодаря чему после кратковременного падения производства комбинат уже к 1998 году вышел на дореформенный уровень. В 1998 Г. П. Хандорин выиграл конкурс на звание лучшего менеджера госпредприятия России.
В 1999 году был признан Американским биографическим институтом «человеком года», тогда же удостоен общественной Национальной премии Петра Великого. С 2000 года на пенсии. В последние годы жизни проживал в Северске, занимался активной общественной деятельностью, избирался депутатом городской думы, председателем городского общественного совета, читал лекции в Томском политехническом университете, стал инициатором создания научного объединения «Томский атомный центр». В 1995 году Геннадию Петровичу решением городской администрации было присвоено звание Почётного гражданина города Северска.
Умер 7 августа 2021 года от осложнения инфекции коронавируса на сердце.
Сын — Владимир Хандорин (р. 1964 год) — историк, писатель.

## Награды
- Лауреат Государственной премии РФ (1997)
- Орден «За заслуги перед Отечеством» 4-й степени
- 2 ордена Трудового Красного Знамени
- Орден Почёта.